# TETSUYA KOMURO PRESENTS TMN BLACK
『TETSUYA KOMURO PRESENTS TMN BLACK』（テツヤ・コムロ・プレゼンツ・ティーエムエヌ・ブラック）は1994年6月22日にリリースされたTMNのベスト・アルバム。

## 概要
小室哲哉が選曲したベスト・アルバムで、TMN終了時に発売された。このアルバムのために新たなミキシングはされず、シングルの表題曲はすべてオリジナル・ヴァージョンで収録されている。
2年半後の、1996年12月12日リリースされた『TIME CAPSULE all the singles』に、本作収録曲全14曲がシングル・ヴァージョンのままで収録されたため「TIME CAPSULE all the singles」と内容が重複する。
TM NETWORK名義の楽曲とTMN名義の楽曲がほぼ半々且つ均一で収録されており、全てシングル曲且つシングルバージョンでの収録である事、1980年代の楽曲と1990年代の楽曲とが丁度半分に振り分けられている事、TMN名義のシングル曲が全てシングルと同じバージョンで収録されている事が特徴である。

## 収録曲
| 全作曲: 小室哲哉、全編曲: 小室哲哉 (#10, 14はノークレジット)。 |                                |            |            |      |
| #                                                              | タイトル                       | 作詞       | 作曲・編曲 | 時間 |
| 1.                                                             | 「SELF CONTROL」               | 小室みつ子 | 小室哲哉   | 4:38 |
| 2.                                                             | 「一途な恋」                   | 小室哲哉   | 小室哲哉   | 4:10 |
| 3.                                                             | 「WILD HEAVEN」                | 小室みつ子 | 小室哲哉   | 5:21 |
| 4.                                                             | 「KISS YOU」                   | 小室みつ子 | 小室哲哉   | 4:55 |
| 5.                                                             | 「LOVE TRAIN」                 | 小室哲哉   | 小室哲哉   | 5:27 |
| 6.                                                             | 「THE POINT OF LOVERS' NIGHT」 | 小室哲哉   | 小室哲哉   | 6:31 |
| 7.                                                             | 「RHYTHM RED BEAT BLACK」      | 坂元裕二   | 小室哲哉   | 6:03 |
| 8.                                                             | 「金曜日のライオン」           | 小室哲哉   | 小室哲哉   | 4:29 |
| 9.                                                             | 「1974」                       | 西門加里   | 小室哲哉   | 3:57 |
| 10.                                                            | 「TIME TO COUNT DOWN」         | 小室みつ子 | 小室哲哉   | 4:20 |
| 11.                                                            | 「COME ON EVERYBODY」          | 小室哲哉   | 小室哲哉   | 4:52 |
| 12.                                                            | 「DIVE INTO YOUR BODY」        | 小室みつ子 | 小室哲哉   | 5:03 |
| 13.                                                            | 「GET WILD」                   | 小室みつ子 | 小室哲哉   | 4:01 |
| 14.                                                            | 「NIGHTS OF THE KNIFE」        | 小室みつ子 | 小室哲哉   | 6:21 |
| 合計時間:                                                      | 合計時間:                      | 合計時間:  | 70:08      |      |

## 楽曲解説
タイアップ等はTMNや他のアルバムで解説しているため省略。曲名は本作のブックレットに記されているものに則り表記した。
1. 「SELF CONTROL」(1987)
9thシングル。シングル・ヴァージョンはアルバム初収録。
2. 「一途な恋」(1993)
27thシングル。シングル・ヴァージョンはアルバム初収録。
3. 「WILD HEAVEN」(1991)
26thシングル。シングル・ヴァージョンはアルバム初収録。
4. 「KISS YOU」(1987)
11thシングル。シングル・ヴァージョンはアルバム初収録。
5. 「LOVE TRAIN」(1991)
25thシングル。
6. 「THE POINT OF LOVERS' NIGHT」(1990)
21stシングル。シングル・ヴァージョンはアルバム初収録。
7. 「RHYTHM RED BEAT BLACK」(1990)
23rdシングル。
8. 「金曜日のライオン」(1984)
1stシングル。シングル・ヴァージョンはアルバム初収録。
9. 「1974」(1984)
2ndシングル。
10. 「TIME TO COUNT DOWN」(1990)
22ndシングル。シングル・ヴァージョンはアルバム初収録。
11. 「COME ON EVERYBODY」(1988)
15thシングル。シングル・ヴァージョンはアルバム初収録。
12. 「DIVE INTO YOUR BODY」(1989)
20thシングル。シングル・ヴァージョンはアルバム初収録。
13. 「GET WILD」(1987)
10thシングル。
14. 「NIGHTS OF THE KNIFE」(1994)
28thシングル。シングル・ヴァージョンはアルバム初収録。

## クレジット
- Produced : 小坂洋二
- A&R : 松田芳明, 大竹健
- Remaster Engineer : 鈴江真智子
- Art Direction & Design : 高橋伸明, くぼあきひろ
- Illustration : Kan Dava
- Photography : 大川直人
- Executive Producer : 岸栄司, ごとうひろし, 丸山茂雄